# ابن الحلاوی
احمد بن محمد رَبَعی موصلی شهرت‌یافته به ابن الحلاوی (۱۲۰۶ -۱۲۵۸م) ادیب و شاعر عربی موصلی در نیمهٔ اول سدهٔ هفتم هجری بود.  

## زندگی
نسب کاملش «شرف‌الدین ابوالطیّب احمد بن محمد بن ابی‌الوفاء بن خطّاب بن هژبر موصلی رَبَعی» ذکر شده است.  در ۱۲۰۶م/ ۶۰۳ق به موصل زاده شد. نسبتِ رَبَعی از روی لقبِ شهر موصل، أمّ الرَبیعیین به او داده شد. ابن الحلاوی از سرودن در مدح شاهان و خلفا درآمد داشت. هنگامی که بدرالدین لؤلؤ برای درگیری با هولاکو آماده می‌شد، پیش از سقوط بغداد، ابن الحلاوی همراهش بود. ابن الحلاوی در این سفر در جایی به نام «قیزیزد» یا سلماس بیمار گشت. همانجا در سال ۱۲۵۸م/ ۶۵۶ق درگذشت. 